# Rock catalán

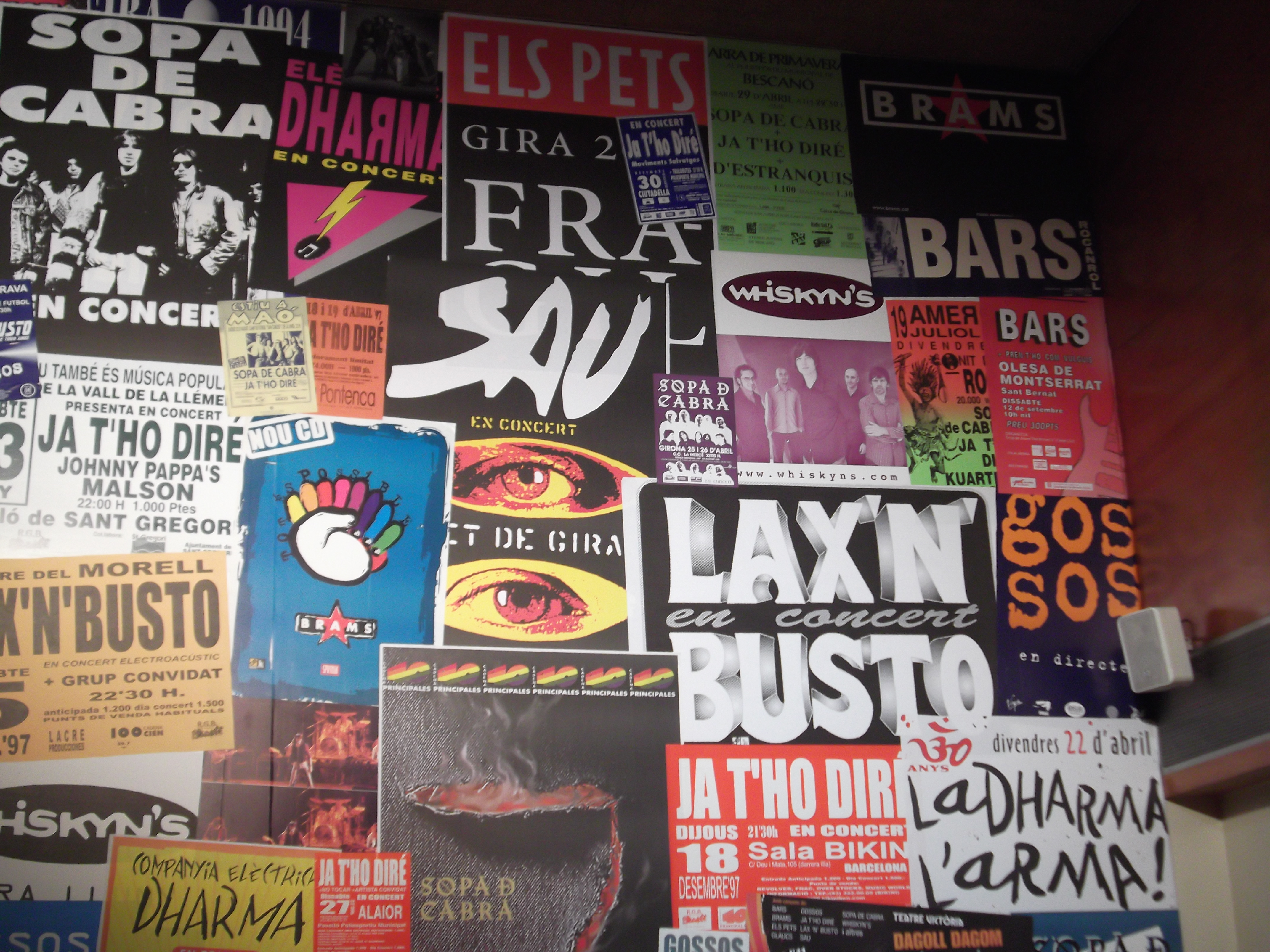
Carteles de varios grupos de rock catalán.

## Etimología
La expresión rock catalán se comienza a utilizar, sobre todo, a partir de finales de los 80 y principios de los 90 para referirse a los grupos e intérpretes de música rock y de otros estilos en catalán.
De hecho, la etiqueta de «rock catalán» lleva a confusiones, porque los grupos que se han incluido practican estilos musicales muy diversos. El único nexo de unión entre ellos es la apuesta por la lengua catalana como vehículo de expresión. La primera canción de punk rock en catalán fue «Ciutat podrida» (1978), de La Banda Trapera del Río.
Algunos de los grupos más representativos de este movimiento son, o han sido, Sangtraït, Sopa de Cabra, Els Pets, Sau, Umpah-pah, Lax'n'Busto, Gossos, Cris Juanico, Whiskyn's, Brams, Desenkant.

## Historia del rock catalán

### Origen en los años 50 y su relación con los Estados Unidos
La historia del rock en catalán deriva directamente de las relaciones burocráticas establecidas entre el régimen de Francisco Franco y el gobierno de los Estados Unidos a principios de los años 50. La creación de las "casas americanas" en territorio español a raíz de los pactos de Madrid de 1953, derivó a su vez en la implantación de círculos culturales de naturaleza americana. Lo anterior permitió a la población española descubrir géneros musicales que comenzaban a popularizarse en Estados Unidos alrededor de la segunda mitad del siglo XX, entre ellos el jazz y el rock.

### Años 60
La apertura de España de cara al recibimiento de recitales musicales a cargo de artistas americanos potenció la cultura del rock en nuestro territorio. Se da por hecho que el término "rockn´roll" se implementó por primera vez en España en un acto académico por una serie de profesionales en la emisora conocida como "Radio Madrid". Particularmente en Cataluña, destacaron grupos barceloneses como Los Sirex y Los Mustang, siendo estos últimos los que alcanzaron el mayor pico de popularidad al adaptar al castellano canciones de la célebre banda británica "The Beatles". Otros grupos catalanes como Nit de llampecs o Alborada Gallega se caracterizaron por la búsqueda de entrelazar sonidos propios del folclore español junto a sonidos propiamente considerados modernos. Estos últimos dos grupos de Cataluña son considerados como parte de los antecedentes del movimiento roquero de los años 70.
Espectáculos masivos de grupos como The Beatles en 1965 en la plaza de toros de Barcelona contribuyeron a la expansión de la cultura rock por toda la región catalana. Dicha región fue altamente beneficiada por la propagación del Rhytm and Blue (R&B), género musical derivado de la mezcla del jazz, el blues y el góspel. Bandas barcelonesas como Lone Star, Los Salvajes o Los Cheyenes adoptaron un estilo de música "negra" canalizada a través del rock. Se popularizaron los solos de guitarra y los cantantes solistas buscaron una profundidad mayor en cuanto a su mensaje. Como representación de esta búsqueda, encontramos al más que reconocido cantautor catalán Joan Manuel Serrat, que se convirtió en una estandarte de la línea musical conocida como nova canço catalana. La nueva canción se utilizó como método de reivindicación social-política.

### Años 70, nuevos movimientos que influenciaron el género
En los años 70, a raíz del movimiento popular hippie el género del rock apuesta por una alternativa underground opuesta al sistema capitalista, de naturaleza reivinidicativa y que derivó en una onda ciertamente más experimental. Dicha experimentación tuvo gran influencia en el área catalana, existiendo diversas agrupaciones con este mensaje como propósito musical, entre las que destacamos: Máquina!, Om, Música Dispersa o Pan Y regaliz. Otros elementos relativos al crecimiento de la industria musical se desarrollaron en Cataluña, destacando discográficas como Edigsa, promotores como Oriol Regás o festivales emergentes como el festival de Granollers o el Canet Rock. El estilo y la estructura organizativa del rock catalá fue adaptada por la escena andaluza, que desarrolló una línea paralela con múltiples similitudes al movimiento catalán. 
Sin embargo, la época de la movida madrileña a finales de los años 70, produjo un traslado de diversos artistas desde Cataluña hacia Madrid, esto causado por la crisis de las diversas discográficas ubicadas principalmente en Barcelona. esto llevó a muchos artistas a ejecutar su catálogo musical en castellano, dejando sus orígenes catalanes de lado.

### Años 80 y 90, desarrollo moderno delrock catalá
Posteriormente en los años 80, ya en época de transición, compositores afincados en Barcelona como Michael Huygen dieron consistencia a una textura eléctronica dentro del propio género ya existente.
La música en catalán ha tenido una gran importancia a finales del siglo XX. Durante los años 70, en el inicio de la democracia en España, empezaron a surgir grupos de jóvenes que utilizaban la música como vehículo reivindicativo de la lengua catalana que había estado reprimida durante la dictadura franquista. A principios de los años 70 la denominación Rock Català empezó a popularizarse gracias a la antigua sala Zeleste de Barcelona, actual sala Razzmatazz, sede de un anterior movimiento llamado rock laietano. Esta nueva corriente empezó gracias a artistas como Jaume Sisa, Pau Riba o Companyia Elèctrica Dharma.
Durante los años 80 y principios de los 90, se crean muchos grupos de música con un estilo parecido a los primeros del movimiento. Algunos de estos grupos estaban subencionados por la Generalidad de Cataluña para potenciar la cultura catalana y hubo algunas críticas al respecto pues se decía que los grupos y sus letras estaban influenciados políticamente y perdían el espíritu reivindicativo por el que se creó el movimiento. Fue en las comaracas más abiertas al cambio, dónde nació el rock revulsivo catalán.

### Un concierto para la historia
El 14 de junio de 1991 se dio un concierto multitudinario en el Palau Sant Jordi de Barcelona, que batió el récord europeo de asistencia en un concierto roquero con un total de 22.104 personas en el público. Esto derivó en los fichajes por grandes multinacionales de las bandas catalanas Sau y Sopa de Cabra, además de establecer un antecedente en el rock peninsular. 

### Bandas con renombre
Destacando entre otras bandas las autóctonas de Gerona, entre las que destacamos: Sopa de Cabra, Sangtraif o los Kitsch. O en Tarragona, con grupos como Els Pets, con su "Rock agrícola", que con Bars y Tancat per Defunció. El grupo de rock catalán que consiguió llegar a una cantidad de pública masiva fue por excelencia Sopa de Cabra. Canciones  como "L'Emporda", "El carrer dels torrats" o "No tinguis pressa" conectaron con el público más joven de la época, saliendo de esta forma del nicho bajo el cual existió este subgénero por años.
En esta tapa nacieron grupos como Sopa de Cabra, Lax'n'Busto, Els Pets, Sau, Whiskyn's, Alta Tensió o Gossos. Estos grupos de la segunda etapa del Rock Català tuvieron mucho éxito y muchos de ellos aún tocan en la actualidad. De esta etapa surgieron canciones que se convirtieron en una especie de himnos para Cataluña como la canción «Boig per tu» de Sau o «l'Empordà» de Sopa de Cabra.

## Els Pets y Sopa de Cabra, influencias y relaciones en el ámbito social, político y cultural catalán
La influencia de estas dos bandas en la sociedad catalana se acrecentó paralelamente al aumento de su popularidad. Mientras que Els pets nacieron con una identidad más próxima al heavy rock y se fueron desplazando tanto músicalmente como en cuanto a estética hacia el pop, Sopa de Cabra emergió como un grupo con influencias mixtas, que construyeron una identidad próxima al rock estadounidense de los años 70 y al pop- folk.
A su vez, el movimietno político-cultural catalán conocido como Noucentisme marcó, como resulta lógico, a ambos grupos conjuntamente con una generación entera de catalanes. Esta ideología caracterizada por la reivindicación del catolicismo como base principal del constructo poético y musical , vinculado al discurso político propio del territorio catalán influenció a ampliamente el estilo de distintas bandas de rock de la época de los 80 haxcia delante. Adjuntamente, el Noucentisme aboga por el abandono a la idea de Paisos Catalans y proyecta una identidad modernista, abierta al cambio, cosmopolita y jerarquizadora.
La construcción del estilo progresor de bandas como Los Pets y Sopa de Cabra se dieron en parte, gracias a emular el proceso de la movida madrileña, en el cual el rock nacional se alejó del discurso político, especialmente de aquel vinculado a la época de la transición. Precisamente estas agrupaciones musicales presentaron en su discografía una tonalidad sarcástica y que se oponía fuertemente al poder político proyectado por el gobierno de la Generalitat. A lo sumo, como es habitual en el ámbito del rock, se desarrolló la reivindicaciión del yo por encima del colectivo.

### Origen etimológico  de los nombres "Sopa de Cabra" y "Els Pets"
El nombre de Los Pets se encuentra estrechamente vinculado a la procedencia de la banda, que nace en la industria petroquímica de Tarragona, y se constituye con la intención de no perder sus orígenes catalanes. En cuanto a Sopa de Cabra, se trata de una referencia directa al satanismo evocado por la popular banda londinense conocida como The Rollling Stones en su proyecto Goat´s Head Soup. A través de su nombre, este último grupo expresa su apertura de cara al mercado hispanófono, con intenciones de no únicamente penetrar dentro del público catalán, sino por el contrario dentro de todo el conjunto del público español.

### Identidades ideológicas
Existió una dicotomía y una diferencación ideológica entre ambas bandas. Mientras que Los Pets se caracterizaron por heredar los valores del nacionalismo catalán transmitidos en La Nova Canço , Sopa de Cabra se acercó en mayor parte a la esencia americana del rock, con los valores que esto conllevaba. Esto resaltó especialmente en la sociedad catalana, ya que una fracción de la población se opuso rotundamente al mensaje que transmitía la segunda banda mencionada, tildando a sus integrantes y a la agrupación en sí, de abandonar la cultura catalana en busca de un mensaje mucho más pop. La controversia persiguió a la banda gerundense por varios años, siendo los sectores más radicales los encargados de manifestarse en contra de dicho grupo.